# Reggane
Reggane (in arabo: رقان) è una città del wilaya (provincia) di Adrar nell'Algeria centro meridionale, nel deserto del Sahara. È capoluogo dell'omonimo distretto e la città più meridionale della regione del Tuat.
In prossimità di Reggane a 26° 43' N di latitudine e 0° 17' E di longitudine vi era fino al 1965 un poligono di lancio per razzi civili e militari balistici. La Francia ha condotto quattro test nucleari nel poligono di Reggane nel 1960 e 1961, prima dell'indipendenza algerina.
Il primo test, noto col nome di Gerboise bleue, fu effettuato il 13 febbraio 1960 con l'esplosione di una bomba atomica della potenza di 70 kT.